# Venray
Venray – miasto oraz gmina na południu Holandii w prowincji Limburgia. Gmina zajmuje powierzchnię 146,03 km², a jej teren zamieszkuje 39 152 osób. Region atrakcyjny turystycznie, w okolicy największe wzniesienia Holandii.

## Miejscowości gminy
Castenray, Heide, Leunen, Merselo, Oirlo, Oostrum, Smakt, Venray, Veulen, Vredepeel, Ysselsteyn.

## Linki zewnętrzne

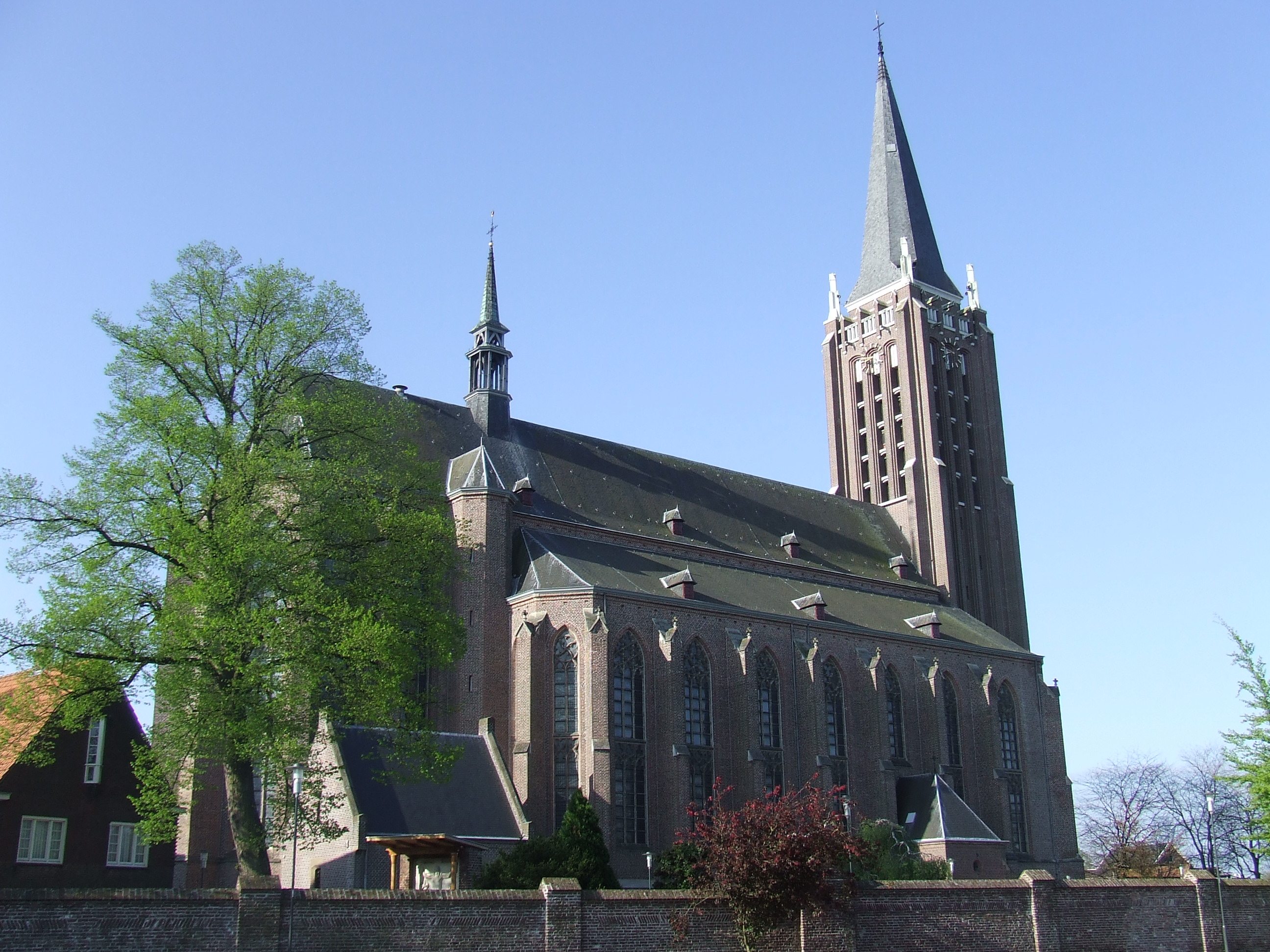
Kościół w Venray